# Gift med en död man
Gift med en död man är en amerikansk film från 1950 i regi av Mitchell Leisen. Den bygger på romanen I Married a Dead Man av Cornell Woolrich.

## Handling
Efter en tågolycka misstas Helen Ferguson för en annan kvinna som är på väg att giftas in i en rik familj. Helen som är gravid, utfattig och nyss dumpad av sin pojkvän Steve spelar med för att säkra barnets uppväxt. Men hennes gamla pojkvän letar upp henne och börjar utöva utpressning.

## Rollista
- Barbara Stanwyck - Helen Ferguson
- John Lund - Bill Harkness
- Jane Cowl - Mrs. Harkness
- Phyllis Thaxter - Patrice Harkness
- Lyle Bettger - Stephen Morley
- Henry O'Neill - Mr. Harkness
- Richard Denning - Hugh Harkness
- Carole Mathews - Irma
- Catherine Craig - Rosalie Baker
- Esther Dale - Josie
- Milburn Stone - Plainclothesman